# Moczydła (Mazovie)
Pour les articles homonymes, voir Moczydła.
Moczydła (prononciation : [mɔˈt͡ʂɨdwa]) est un village polonais de la gmina de Jakubów dans le powiat de Mińsk de la voïvodie de Mazovie dans le centre-est de la Pologne.
Il se situe à environ 4 kilomètres au nord-est de Jakubów (siège de la gmina), 12 kilomètres au nord-est de Mińsk Mazowiecki (siège du powiat) et à 49 kilomètres à l'est de Varsovie (capitale de la Pologne).

## Histoire
De 1975 à 1998, le village appartenait administrativement à la voïvodie de Siedlce.